# Confrérie Pictura

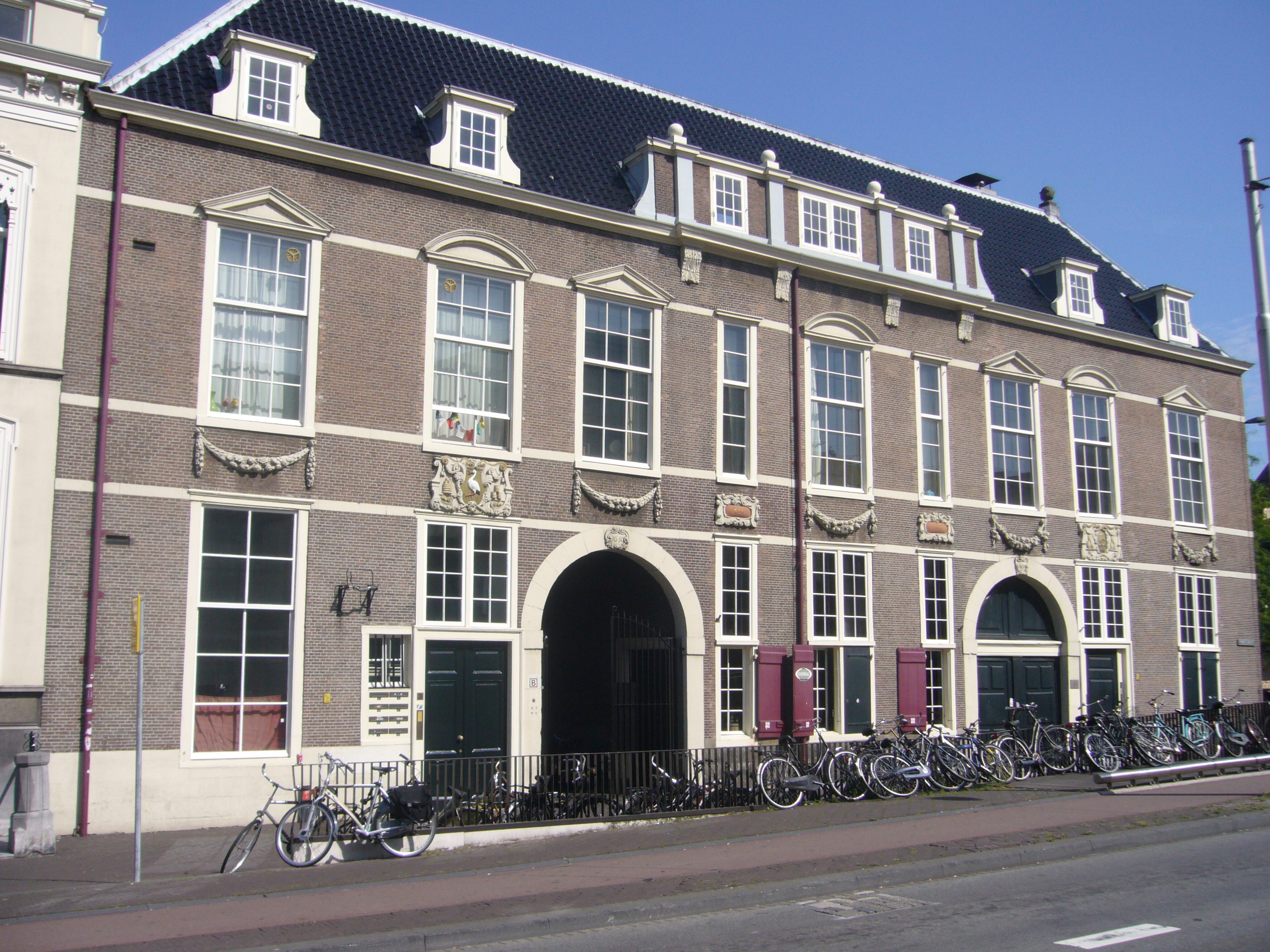
Budynek Boterwaag przy Prinsegracht w Hadze, pierwsza siedziba Confrérie Pictura

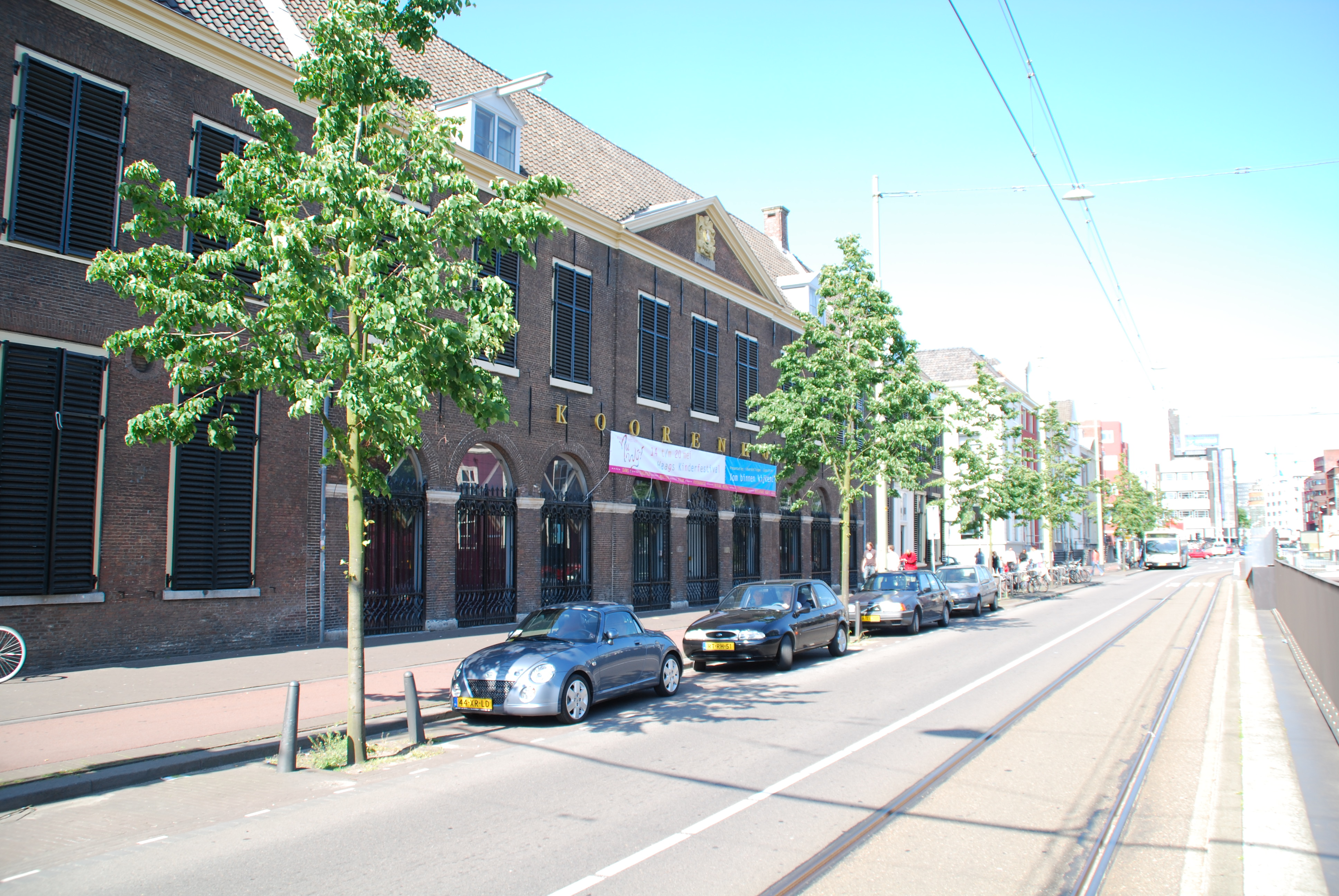
Budynek Koorenhuis przy Prinsegracht w Hadze, druga siedziba Confrérie Pictura i Haagsche Teekenacademie

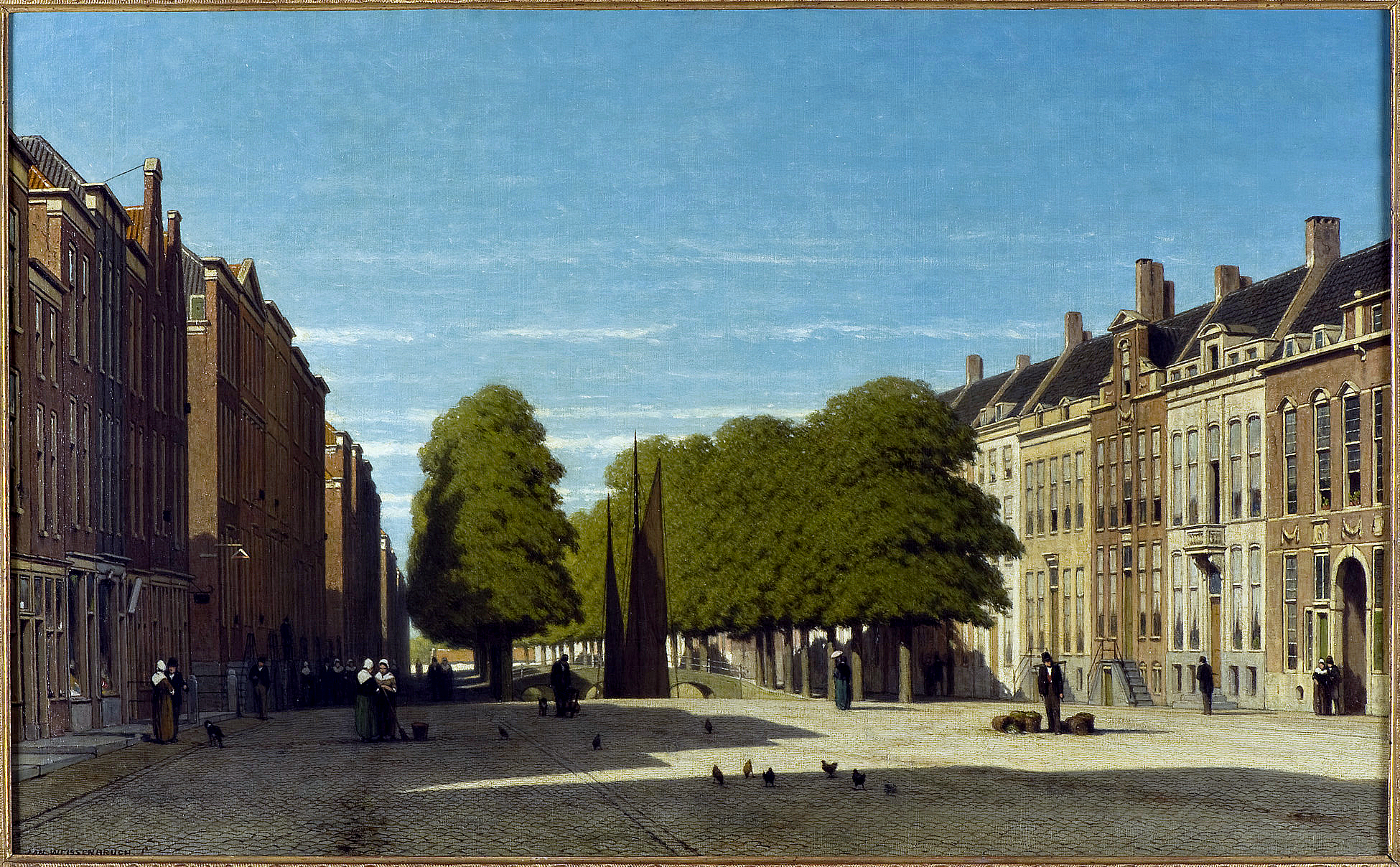
Jan Weissenbruch – Widok na Prinsegracht w Hadze (ok. 1850)

Confrérie Pictura – holenderskie bractwo malarzy, działające w Hadze w latach 1656–1849.

## Tło historyczne
W XVI w. istniała w Hadze gildia św. Łukasza, która zrzeszała nie tylko malarzy, ale także innych artystów i rzemieślników, w tym rzeźbiarzy, rytowników, złotników, drukarzy, księgarzy, introligatorów, malarzy pokojowych, hafciarzy, wytwórców krzeseł i wielu innych. Taka mnogość reprezentowanych przez gildię profesji uniemożliwiała – zdaniem malarzy – należyte zabezpieczanie ich interesów w czasie dekoniunktury na rynku sztuki oraz ochronę przed konkurencją w postaci artystów flamandzkich, napływających z terenów południowych Niderlandów, z powodu nasilenia represji wobec kalwinistów.

## Powstanie bractwa
W 1656 grupa 48 haskich malarzy niezadowolonych z członkostwa w gildii św. Łukasza, założyła Confrérie Pictura. Przewodził im popularny w Hadze portrecista Adriaen Hanneman. Wśród założycieli byli Willem Doudijns, Jacob van der Does, Jan de Bisschop, Theodor van der Schuer, Dirck van der Lisse, Daniël Mijtens (młodszy), Johannes Mijtens, Willem van Diest, Adriaen van de Venne, Robbert Duval, Joris van der Haagen i Augustinus Terwesten. Zarząd bractwa składał się z dziekana (deken), trzech naczelników (hoofdmann) i sekretarza (secretaris). Wszyscy oni byli wybierani przez sędziego Hagi (Magistraat van Den Haag) na dwuletnią kadencję. W pierwszym składzie zarządu dziekanem został Adriaen Hanneman, zaś naczelnikami Johannes Mijtens, Jacob van der Does i Martinus Lengele. 

## Statut bractwa
Celem Confrérie Pictura była ochrona malarzy w Hadze i wzmocnienie więzi między jej członkami. Każdy aktywny w Hadze malarz musiał dołączyć do Confrérie, by móc wystawiać swoje prace. W 1656 sformułowano statut bractwa obejmujący 28 zasad. Jedna z nich zobowiązywała członków do stałego wystawiania swoich prac w sali posiedzeń, a gdy tylko dzieło zostało sprzedane, należało je zastąpić nowym. Początkowo bractwo miało siedzibę na piętrze budynku Boterwaag przy Prinsegracht; czynsz opłacało obrazami przekazywanymi Radzie Miejskiej.

## Haagsche Teekenacademie
W latach 80. XVII w. Confrérie Pictura przeniosło się do budynku Koorenhuis, również przy Prinsegracht, w którym miało do dyspozycji cztery pomieszczenia. W jednym z nich powstała haska akademia rysunku Haagsche Teekenacademie, której założycielami byli członkowie bractwa: Willem Doudijns, Daniël Mijtens (młodszy), Augustinus Terwesten, Theodor van der Schuer i Robbert Duval. Akademia okazała się sukcesem i po licznych przekształceniach istnieje do dziś jako Królewska Akademia Sztuk Pięknych w Hadze (KABK). Zaś Confrérie Pictura przestało istnieć w 1849, kiedy nowo założone dwa lata wcześniej stowarzyszenie artystyczne Pulchri Studio okazało się bardziej nowoczesną alternatywą.

## Znani członkowie
- Benjamin Bolomey
- Johannes Blommendael
- Carolina Petronella van Cuyck
- Jeronymus van Diest (II)
- Philip van Dijk
- Jacob van der Does
- Jacob Duck
- Johan le Ducq
- Karel Dujardin
- Cornelis Elandt
- Jacob Elias la Fargue
- Paulus Constantijn la Fargue
- Johannes Glauber
- Tethart Haag
- Johannes van Haensbergen
- Melchior de Hondecoeter
- Gerrit de Hooch
- Louis de Moni
- Pieter Nason
- Eglon van der Neer
- Caspar Netscher
- Arnold van Ravesteyn
- Jan Antonisz. van Ravesteyn
- Rachel Ruysch
- Aart Schouman
- Guillaume de Spinny
- Leonardus Temminck
- Frans Xavery